# Телебачення Албанії
Телебачення Албанії з'явилося у 1960 році з утворенням телерадіокомпанії Албанське радіо і телебачення (Radio Televizioni Shqiptar) на основі Албанського радіо. Аж до середини 1990-х Радіо і телебачення Албанії було єдиним мовником в країні, поки не з'явилися приватні телеканали. Оскільки Албанія була вкрай закритою країною, то розвиток телебачення дуже повільнила цензура. Сучасні технології в країні тільки-тільки зароджуються: ведеться поступовий перехід на цифрове мовлення. У країні в даний час ведуть мовлення сім офіційних каналів RTSH і кілька десятків регіональних телеканалів, також в Албанії ретранслюються багато міжнародних телеканалів албанською мовою.

## Національні

Radio Televizioni Shqiptar

- RTSH
- RTSH 2
- RTSH 3
- RTSH Sport
- RTSH Muzikë
- RTSH Art
- RTSH Sat

## Приватні

Top Channel

TV Klan

- Top Channel
- TV Klan

### Супутникові
- Vizion Plus

## Кіно та шоу
- Digi Gold
- Film Author
- Film Hits
- Film Hits +1
- Film Thriller
- Film Dramë
- Film Aksion
- Film Komedi
- Film Një HD
- Film Dy HD
- Plus HD
- T HD
- Stinët
- Tring Super
- Tring Max
- Tring Life
- Tring Comedy
- Tring Fantasy
- Tring Shqip
- 3 Plus
- Jolly HD
- Sky Family
- Sky Hits
- Sky Dramë
- Sky Aksion
- Sky Komedi
- Sky Thriller
- Sky Shqip
- Sky Novela
- Alb Film
- Alb Humor
- Fox
- Fox Life
- Fox Crime
- Comedy Central

## Документалістика
- Explorer Shkencë
- Explorer Histori
- Explorer Natyra
- Tring Planet
- Tring World
- Tring History
- Sky Shkencë
- Sky Planet
- Sky Histori
- National Geographic
- National Geographic HD
- Nat Geo Wild
- Travel Channel
- Travel Channel HD
- Discovery Channel
- Discovery Channel HD
- Investigation Discovery
- TLC Discovery
- Animal Planet
- Outdoor Channel
- History Channel

## Дитячі
- Bang Bang
- Çufo TV
- Junior TV
- Tring Tring
- Tring Kids
- Tip TV
- Sofia Channel
- Alb Kids
- Disney Channel
- Disney XD
- Nickelodeon
- Nickelodeon HD
- Nick Jr.
- Orlando Kids
- Cartoon Network
- Boomerang
- Baby TV
- Duck TV

## Спорт
- SuperSport 1 HD
- SuperSport 2 HD
- SuperSport 3 HD
- SuperSport 4 HD
- SuperSport 5 HD
- SuperSport 6 HD
- SuperSport 7 HD
- Tring Sport 1 HD
- Tring Sport 2 HD
- Tring Sport 3 HD
- Tring Sport 4 HD
- Tring Sport 5 HD
- Tele Sport
- RTSH Sport
- Eurosport
- Eurosport 2
- Motors TV

## Музика
- MTV Europe
- MTV Hits
- MTV Dance
- MTV Rocks
- MTV Live HD
- VH1 Europe
- VH1 Classic
- My Music
- MusicAL
- BBF Music TV
- Folk Plus
- CliCk TV
- Supersonic TV
- TV Blue Sky
- STV Folk
- Tirana TV
- Club TV
- IN Tv
- Alb Music
- Alb Hits
- Alb Koncert
- Alb Folk
- Alb Çifteli
- Globe Music
- Real TV
- City TV
- Televizioni 3+ HD

## Новини
- ABC News
- Top News
- Kanali 7
- Ora News
- News 24
- Channel One
- UTV News
- A1 Report
- BBC World News
- CNN
- Euronews
- Sky News
- Sky News Shqip
- DW-TV
- CNBC Europe
- CCTV News
- Bloomberg TV

## DVB-T/S
- Digitalb
- Tring Digital TV
- SuperSport Albania

## Також
- TV5Monde Europe
- Rai Italia
- ANT1 Greece